# Штейнгауз, Гуго
Гу́го Диони́сий Штейнга́уз (или Ху́го Штейнха́ус, пол. Hugo Dyonizy Steinhaus; 14 января 1887, Ясло — 25 февраля 1972, Вроцлав) — польский математик, ученик Гильберта, один из основоположников львовской и вроцлавской математических школ. Автор около 170 научных статей и книг.  Сделал вклад во многих областях математики, таких как функциональный анализ, геометрия, математическая логика и тригонометрия. Его считают одним из пионеров современных подходов в теории игр и теории вероятностей. Совместно со своим учеником, Яном Мычельским, предложил аксиому детерминированности как полноценную альтернативу аксиоме выбора и не приводящую к парадоксам.
Профессор университетов Львова (1920—1941) и Вроцлава (1945—1961), член-корреспондент Польской академии наук (1952) и ряда других польских и иностранных научных обществ. В 1928 году, совместно с С. Банахом, стал основателем польского математического журнала «Studia Mathematica» и был его редактором. Участвовал также в учреждении периодических изданий Zastosowania matematyki (1953), Colloquium Mathematicum, Monografie Matematyczne. Известен как популяризатор науки, его книга «Математический калейдоскоп» выдержала множество переизданий и переведена на многие языки мира.

## Биография

### Ранние годы (1887—1914)
Родился в еврейской семье в галицком городе Ясло, входившем тогда в состав Австро-Венгрии (ныне — Польша). Отец, Богуслав Штейнгауз, был преуспевающим промышленником, владельцем кирпичного завода и торговцем. Мать — Эвелина Штейнгауз, урождённая Липшиц. Дядя, Гуго Игнаций Штейнгауз, был юристом и депутатом в группе «Польское коло» (Польский круг) Рейхсрата Цислейтании. Ещё в детстве хорошо освоил французский, немецкий и английский языки, позже к ним добавились латынь и древнегреческий.
Семья была нерелигиозной, но Штейнгауз, в отличие от многих польских евреев-профессоров, не принял крещения.
По окончании классической гимназии поступил во Львовский университет, где один год изучал философию и математику, затем пять лет провёл в Гёттингенском университете, где слушал лекции Д. Гильберта и Ф. Клейна, а также подружился с Серпинским. В 1911 году закончил обучение и защитил с отличием диссертацию на тему «О новых применениях принципа Дирихле» (руководителем был Гильберт). Далее Штейнгауз вернулся в Ясло, до 1914 года он опубликовал восемь статей, увлечённо играл в теннис и путешествовал — посетил Италию и Францию, в Париже слушал лекции Лебега, Бореля и Пикара.

### От первой мировой до второй (1914—1939)
С началом Первой мировой войны (1914) Штейнгауз был мобилизован в Польский легион. От армейской службы его освободили в 1916 году в связи с болезнью сердца, но он успел принять участие в артиллерийском сражении на Волынском фронте.
В период с 1916 по 1917 год, до того, как Польша восстановила полную независимость (что произошло в 1918 году), Штейнгауз работал в Кракове в Министерстве внутренних дел марионеточного государства «Королевство Польское». В 1917 году он женился на Стефании Смошув (Stefania Smoszów), в 1918 у них родилась дочь Лидия (впоследствии вышла замуж за театрального критика Яна Котта). Другим крупным событием этих лет стало знакомство со Стефаном Банахом, своим многолетним другом и соратником.
После окончания войны (1918) во Львове и его окрестностях вспыхнули кровавые польско-украинские столкновения. Штейнгауз решил вернуться в свой родной город Ясло, где работал математическим экспертом в газопроводной компании. В 1920 году Штейнгауз вернулся в качестве ассистента во Львовский университет и проработал там до 1941 года — с 1921 года как доцент, с 1925 года как профессор, заодно возглавил 1-й факультет прикладной математики и руководил им до 1941 года. Штейнгауз читал лекции по теории вероятностей, теории аналитических и вещественных функций. дифференциальное и интегральное исчисления. Не забыл он и о Стефане Банахе — привёз его из Кракова и помог устроиться на факультете машиностроения Львовского политехникума.
В эти годы он и Стефан Банах организовали Польское математическое общество (1928, сначала оно выступало как «Краковское») и начали выпуск его журнала  «Studia Mathematica», ориентированного преимущественно на задачи функционального анализа и теории меры. В этот же период Штейнгауз опубликовал самые известные свои труды — «Теория ортогональных рядов», «Задачи и размышления», «Математический калейдоскоп», переведённые на многие языки мира.

### Львов: Польша — УССР — Третий рейх (1939—1944)
В сентябре 1939 года во Львов, в соответствии с пактом Молотова — Риббентропа, вошла Красная армия, город был объявлен территорией Украинской ССР. Штейнгауз думал о побеге в Венгрию, но в конце концов решил остаться во Львове. Новая власть реорганизовала Львовский университет, чтобы придать ему более украинский характер, но всё же назначила Стефана Банаха, к этому времени приобретшего мировую славу, деканом математического факультета. Штейнгауз возобновил преподавание в университете, он также стал членом Украинской академии наук. По словам Штейнгауза, в течение этого периода он «приобрёл непреодолимое физическое отвращение ко всем советским администраторам, политикам и комиссарам».
Летом 1941 года во Львов вошли гитлеровские войска. В годы оккупации Штейнгауз с женой, братом жены и дочерью скрывался у друзей, сначала во Львове, затем в небольших городках Осичина и Бердехув. Польское антинацистское сопротивление предоставило ему фальшивые документы умершего ранее лесника по имени Гжегож Крохмальны. Под этим именем он преподавал в подпольных классах (высшее образование полякам во время немецкой оккупации было запрещено).
Во время войны Штейнгауз начал вести дневник, который позже вышел под названием «Воспоминания и заметки». Штейнгауз уделил в них много места нацистским зверствам против польской интеллигенции, в том числе против его старых знакомых — Казимежа Бартеля и Станислава Рузевича, убитых в июле 1941 года на Вулецких холмах. Банах и часть других учёных выжили благодаря помощи польского профессора немецкого происхождения Рудольфа Вайгля.
Находясь в подполье и отрезанный от достоверных новостей о ходе войны, Штейнгауз разработал статистический метод оценки немецких потерь на фронте, основанный на некрологах, опубликованных в местной прессе. Метод основан на относительной частоте, с которой в некрологах говорится, что погибший солдат был чьим-то сыном, чьим-то «вторым сыном», чьим-то «третьим сыном» и так далее.
По словам его ученика и биографа Марека Каца, Штейнгауз сказал ему, что самым счастливым днём в его жизни были двадцать четыре часа 24 июля 1944 года, когда немцы покинули оккупированный Львов, а Красная Армия ещё не вошла в город (пол. Ci odeszli, a ci jeszcze nie przyszli).

### Последние годы (1944—1972)

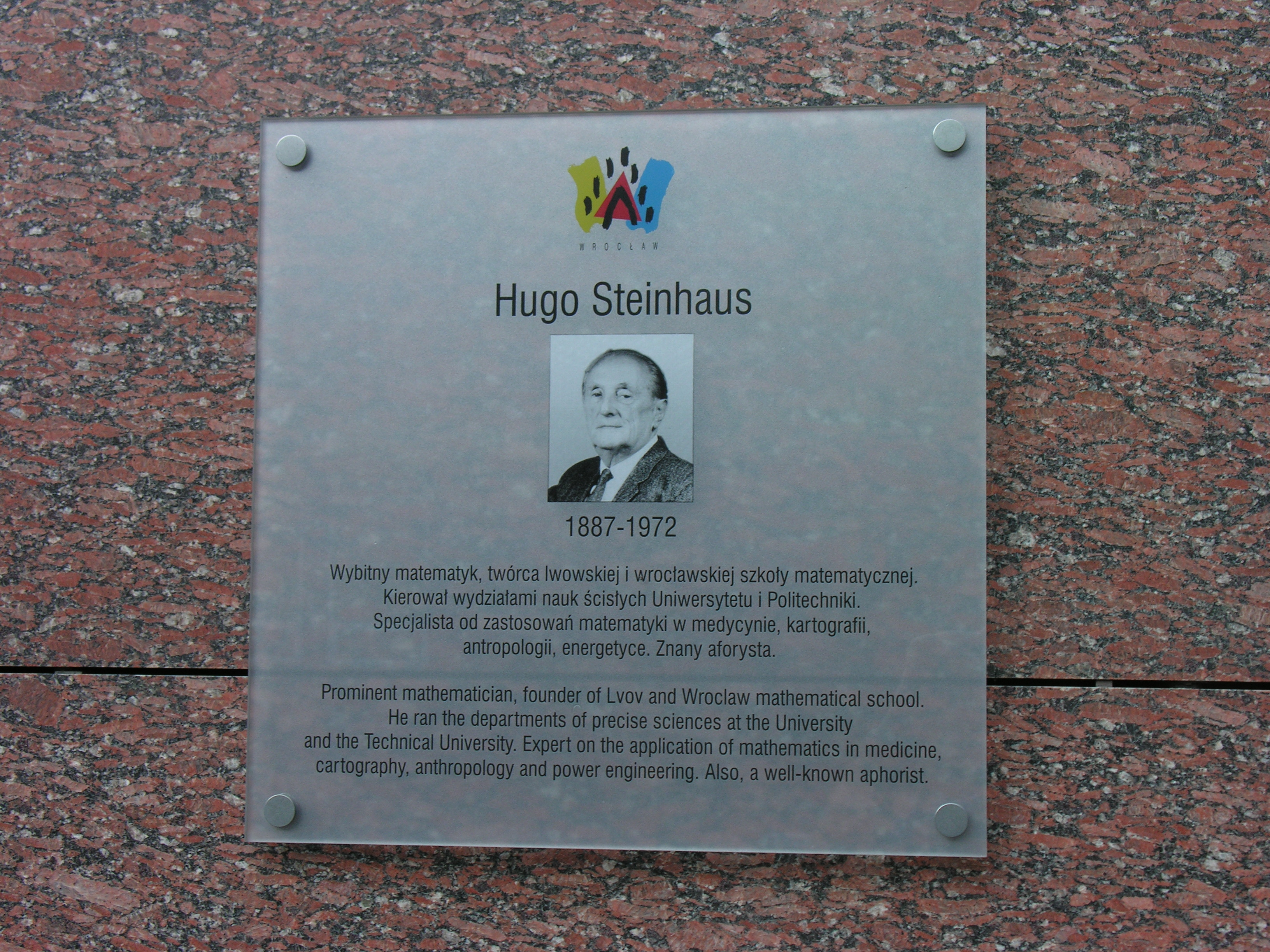
Мемориальная доска в честь Гуго Штейнгауза (Вроцлав, ул. Янишевского 14 А)

После войны Штейнгауз получил приглашение бывшего ректора Львовского университета Станислава Кульчинского участвовать в организации польского университета в городе Бреслау, который был очищен от немцев и теперь назывался Вроцлав. Фактически речь шла о переводе польского преподавательского состава Львовского университета во Вроцлав. Штейнгауз согласился, навсегда покинул советский Львов, стал профессором Вроцлавского университета и сыграл важную роль в создании его математического факультета и в общем возрождении польской математики после разрушений войны. Друг Банах должен был занять кафедру в Ягеллонском университете, однако умер от рака лёгких в августе 1945 года.
В 1947 году посетил США (Принстон, Чикаго и Вашингтон), выступил с речью на Статистическом конгрессе, но через три месяца вернулся и с воодушевлением занялся амбициозной задачей: сделать вроцлавскую математическую школу такой же авторитетной, какой была львовская. Штейнгауз преподавал во Вроцлаве в период 1945—1961 годов и сделал его крупным математическим центром. Одновременно, с 1948 года, он был руководителем отдела естественных и экономических приложений Математического института Польской академии наук. Трижды избирался президентом Вроцлавского научного общества.
Особое внимание Штейнгауз уделял практическому применению математики. Он был математическим советником Польского комитета по стандартизации (участвовал в составлении стандарта статистического контроля качества), основал во Вроцлаве семинар по применению математики к вопросам естественных, медицинских и социальных наук, также занимался антропологией (его знаменитая «Вроцлавская таксономия») и проблемами гражданского права (он занимался решением проблемы установления отцовства с помощью вероятностной оценки).

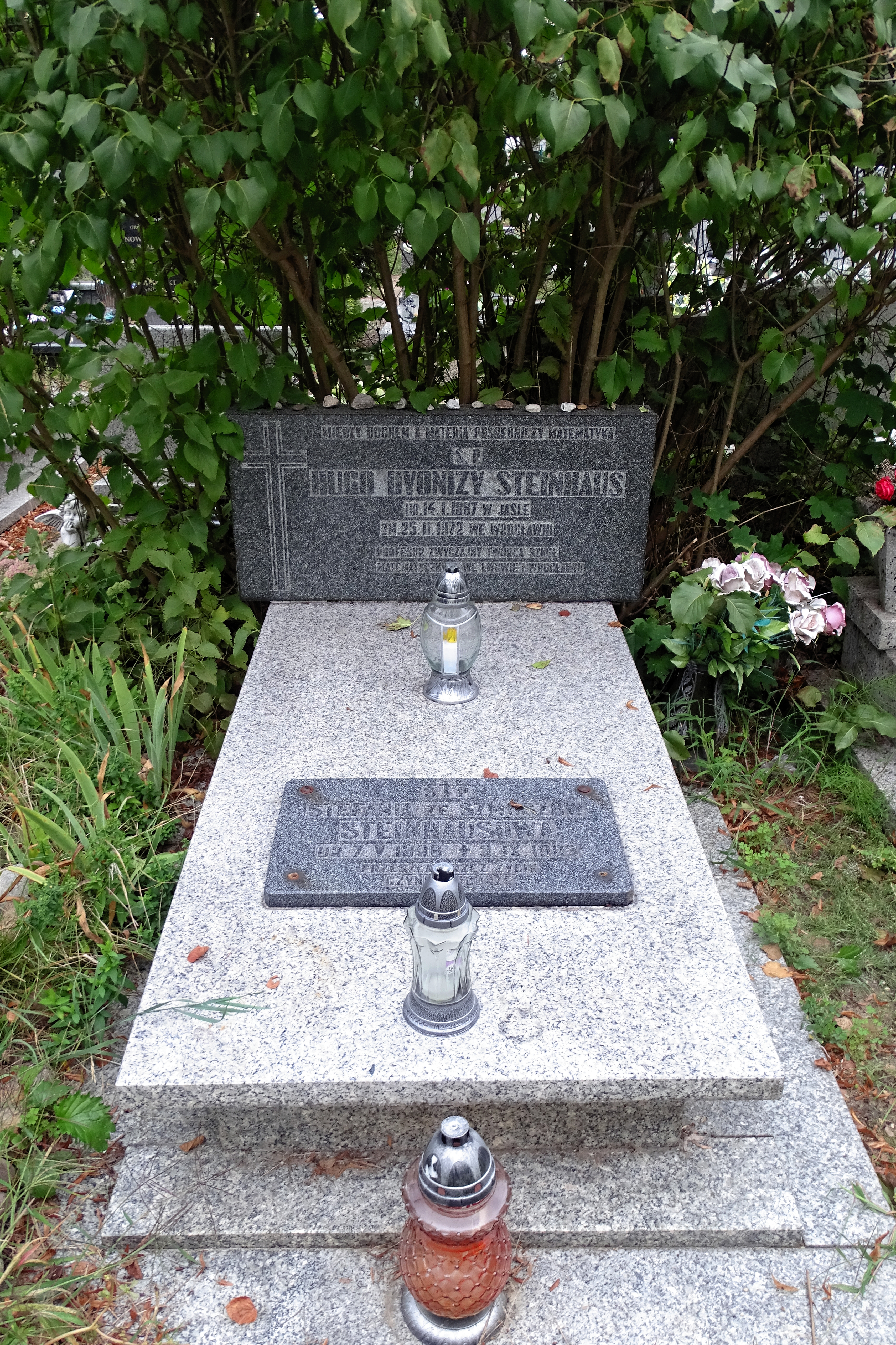
Могила Штейнгауза, Вроцлав

В 1960 году Штейнгауз вышел на пенсию, но продолжал возглавлять Отдел естественных и экономических приложений Института математики Польской академии наук. В 1961—1962 годах Штейнгауз по приглашению из США читал лекции в американском католическом университете Нотр-Дам, в 1966 году некоторое время проработал в Суссекском университете (Великобритания). Последние годы провёл во Вроцлаве.
Скончался в 1972 году, похоронен на кладбище Святого Семейства (пол. Cmentarz Świętej Rodziny), Вроцлав. В 2017 году могиле Штейнгауза угрожала ликвидация, так как Вроцлавский университет и мэрия Вроцлава отказались оплачивать уход за могилой почётного гражданина города, ссылаясь на нехватку средств. Скандальное положение спасли благотворители.

## Научная деятельность
Круг научных интересов Штейнгауза был чрезвычайно широк. Основные его труды относятся к теории рядов Фурье, теории ортогональных разложений, топологии, теории линейных операторов, теории вероятностей, теории игр, геометрии выпуклых тел, математической логике и др. Большое внимание он уделял вопросам применения математики в биологии, медицине, электротехнике, праве, статистике. Совместно с С. Качмажем издал монографию «Теория ортогональных рядов» (1935).
Наиболее заметным вкладом в функциональный анализ стало доказательство теоремы Банаха – Штейнгауза (1927 год), данное вместе со Стефаном Банахом, которое теперь является одним из фундаментальных инструментов в этой области математики. Другим важным вкладом стало открытие метода k-средних.
Штейнгауз считается одним из основателей современной теории игр. Он предложил формальное определение игровой стратегии, предвосхитив более полную трактовку Джона фон Неймана, которая появилась несколько лет спустя. В результате своей работы над бесконечными играми Штейнгауз, совместно со своим учеником, Яном Мычельским, предложил аксиому детерминированности, ставшую полноценной альтернативой аксиоме выбора.
Ещё до работ А. Н. Колмогорова высказал идею об обосновании теории вероятностей на основе теории меры Лебега. Он также первым дал строгое определение понятий «независимые события» и «равномерно распределенная случайная величина». Штейнгауз положил начало исследованиям так называемой «задачи справедливого разрезания торта», представляющей важность для математики, информатики, экономики и политических наук.
Штейнгауз опубликовал два примера аномальных тригонометрических рядов. Первый из них расходится в каждой точке, хотя его коэффициенты стремятся к нулю. Второй сходится в одном интервале, но расходится на другом интервале.
Изобрёл прибор для локализации посторонних тел в организме больного с помощью изобретённого им «интровизора», не использующего рентгеновские лучи (запатентован в Польше и США). Активно занимался популяризацией науки. Другим запатентованным его изобретением стал «длиномер Штейнгауза», прибор для измерения длины кривых на географических картах.
Известность получили его афоризмы, например: «Математика — это посредник между духом и материей» (этот афоризм высечен на его надгробии). Буклет из самых известных его высказываний был издан посмертно на польском, французском и латинском языках.
Имя учёного закрепилось за рядом математических понятий.
- Гипотеза Штейнгауза[англ.].
- Обозначения Штейнгауза — Мозера.
- Теорема Банаха — Штейнгауза в функциональном анализе.
- Теорема Штейнгауза[англ.] в теории меры.

## Основные труды
Полный список трудов Штейнгауза см..
- Czym jest, a czym nie jest matematyka (Что такое математика, и чем она не является, 1923)[21]
- Sur le principe de la condensation de la singularités (с Банахом, 1927)[13]
- Theorie der Orthogonalreihen (Теория ортогональных рядов; со Стефаном Качмажем; 1935)[13]
- Kalejdoskop matematyczny (Математический калейдоскоп, 1939)[13][21]
- Taksonomia wrocławska (в коллективе, 1951)
- Sur la liaison et la division des points d'un ensemble fini (Об объединении и разделении точек конечного множества; в коллективе, 1951)[22]
- Sto zadań (Сто задач по элементарной математике, 1964)[9]
- Orzeł czy reszka (Орёл или решка, 1961)[23]
- Słownik racjonalny (Рациональный словарь, 1980)[24]

### В русском переводе
- Качмаж С.; Штейнгауз Г. Теория ортогональных рядов. М.: ГИФМЛ, 1958. 507 с.
- Штейнгауз Г: Задачи и размышления. М.: Мир, 1974, 400 с..
- Штейнгауз Г. Сто задач. — М.: Наука, 1976. — 168 с.
- Штейнгауз Г. Математический калейдоскоп. — М.: Наука, 1981. — 160 с. — (Библиотечка «Квант»).
- Штейнгауз Г: Математика — посредник между духом и материей = Miedzy Duchem a Materie Posredniczy Matematyka. М.: Бином, 2014. ISBN 5-94774-214-4, 83-01-13383-X. 352 с. Это сборник статей и выступлений Гуго Штейнгауза, посвящённых истории развития отдельных разделов математики и их приложениям. Помимо других, в сборник входит важная статья «О математической строгости».

## Награды и почести
- Премия Стефана Банаха[пол.] (1946) от Польского математического общества.
- Премия от Польской академии знаний (1948)
- Премия Юзефа Марцинкевича (1951)
- Государственная премия I степени (1951)
- Премия от города Вроцлава (1959)
- Премия Фонда Юржиковского (1970)
- Офицерский крест Ордена Возрождения Польши (1954)[25]
- Медаль 10-летия Народной Польши (1955)[26]
- Командорский крест с орденской звездой Ордена Возрождения Польши (1957)
- Орден «Знамя Труда» первого класса (1959)
- Звание почётного гражданина города Ясло (1965)[27].

В 2002 году Польская академия наук и Вроцлавский университет объявили «год Гуго Штейнгауза»,
В Польше существуют две премии имени Гуго Штейнгауза.
- Премия от Польского математического общества, за достижения в области применения математики.
- Премия от Польского фонда содействия науке и от Общества содействия развитию науки, за распространение и популяризацию науки, см. Премия профессора Штейнгауза[пол.]. Присуждается ежегодно с 1995 года.